# Chad VanGaalen
Chad VanGaalen (né en 1977) est un musicien et artiste canadien originaire de Calgary, Alberta,.

## Carrière

### Infiniheart
Après quelques albums indépendants, effectués pour la plupart sur des CD faits maison avec des graphismes dessinés à la main, VanGaalen a sorti Infiniheart (en) en 2004 sur le label indépendant canadien Flemish Eye (en). C'est un recueil de chansons tirées d'enregistrements réalisés dans son studio/chambre de fortune, et il a été repris en 2005 par le label indie Sub Pop. À la fin de l'année 2005, l'album a été ré-édité avec en bonus un EP de 6 morceaux intitulé Green Beans.

### Skelliconnection
Le 22 août 2006, le second album de VanGaalen, Skelliconnection (en), est sorti aux États-Unis (Sup Pop) et au Canada (Flemish Eye). Cet album est composé de nouvelles chansons accompagnées de morceaux sorti sur ses premiers enregistrements indépendants. Il contient aussi des œuvres graphiques et des vidéos réalisés par VanGaalen.
ChartAttack annonça le 17 janvier 2007 que Skelliconnection était placé 31e et a été dans les charts pendant 19 semaines.
Skelliconnection a été nommé le 10 juillet 2007 pour le Prix de musique Polaris 2007. Le gagnant a été annoncé lors de la cérémonie de gala le 24 septembre 2007, et le prix a été décerné au groupe Patrick Watson,,.

### Soft Airplane
Le troisième album studio, Soft Airplane (en), est sorti le 9 septembre 2008. Soft Airplane a marqué un changement significatif dans l'écriture de VanGaalen, car contrairement aux précédents albums (où les chansons étaient tirées du vaste catalogue de ses compositions maison), Soft Airplane a été écrit pendant les 2 années suivant la sortie de Skelliconnection.
Soft Airplane a reçu de nombreuses critiques positives. Il a été nommé au Prix Juno (catégorie "Album alternatif de l'année") et au Prix de musique Polaris 2009. De plus l'album a atteint la 2e place du classement des meilleurs albums de 2008 par Exclaim!, et a après sa sortie été présent pendant 22 semaines dans le Top 50 établi par !earshot (en).
Vangaalen a fait de nombreuses tournées avec cet album, réalisant des concerts en Amérique du Nord et en Europe durant 2008 et 2009. VanGaalen a choisi de tourner avec ses compagnons de label Women, qui lui ont prêté certains de ses membres pour ses concerts.
En septembre 2009, pour fêter le succès de l'album Soft Aiplane, VanGaalen a sorti un EP en téléchargement gratuit.
Le morceau "Rabid Bits of Time", tiré de Soft Airplane, a été utilisé pour la bande annonce du film indépendant Norman.

### Black Mold
Le 11 août 2009, VanGaalen a sorti l'album Snow Blindness is Crystal Antz sous le pseudonyme Black Mold. L'album contient un son instrumental et orienté vers l'electronica, déjà présent sur ses précédentes compositions. Snow Blindness is Crystal Antz a été vendu avec un code de téléchargement donnant accès à plus de 100 minutes de fins alternatives, idées inachevées, improvisations et manipulations expérimentales.

### Concerts
VanGaalen est parfois assisté en concert par le bassiste Mathew Flegel du groupe de rock Women, du batteur Eric Hamelin de No More Shapes, et occasionnellement par Monty Munro.

### Autres activités
En 2008, VanGaalen a enregistré le premier album de Women, tout comme leur second album. Il est aussi illustrateur et animateur, il a lui-même réalisé les pochettes de ses albums et les vidéos accompagnant plusieurs de ses chansons, notamment "Clinically Dead", "Flower Gardens", "Red Hot Drops", "Molten Light", ainsi que la chanson "Dirty Lives" de Love as Laughter (en). Il a aussi conçu la couverture des albums d'autres groupes, en particulier l'album Shout Out Out Out Out (en) de Not Saying/Just Saying (en).

## Discographie
Albums studio
- 2004 - Infiniheart
- 2006 - Skelliconnection
- 2008 - Soft Airplane
- 2011 - Diaper Island
- 2014 - Shrink Dust
- 2017 - Light Information
- 2020 - Odds & Sods 2 (Compilation de faces B, raretés des 10 dernières années)
- 2020 - Lost Harmonies
- 2021 - World's Most Stressed Out Gardener

EP's
- 2005 - Green Beans
- 2006 - Skelliconnection
- 2009 - Soft Airplane
- 2011 - Your Tan Looks Supernatural

Black Mold
- 2009 - Snow Blindness is Crystal Antz